# Лепеха (річка)
Лепеха — річка в Україні, у Кременецькому й Білогірському районах Тернопільської й Хмельницької областей. Ліва притока Горині (басейн Дніпра).

## Опис
Довжина річки приблизно 11,8 км.

## Розташування
Бере початок на південному сході від Мізюринців. Тече переважно на південний схід через Родошівку, Лепесівку і в Ямполі впадає у річку Горинь, праву притоку Прип'яті. 
Річку перетинає автомобільна дорога Н02.